# Бой за Чёртов мост
Бой за Чёртов мост — один из победных боёв Швейцарского похода А. В. Суворова, в результате которого было преодолено ущелье Шёлленен и 26 сентября достигнут Альтдорф у Люцернского озера.
25 сентября 1799 года войска фельдмаршала А. В. Суворова с боем преодолели перевал Сен-Готард и вышли к долине реки Ройс. Отправив полк Каменского (пехотный Архангелогородский полк) на левый берег реки, чтобы иметь возможность атаковать заслоны противника с тыла, Суворов повел основную часть армии по правому берегу, вверх от деревушки Урнер, к единственной переправе в этих местах, так называемому Чёртовому мосту (Тойфельбрюке).
Подход к мосту шел по единственной на правом берегу тропе, перед самой переправой превращавшейся в «Урнернский проход» (Урнер-Лох): узкий, не шире трех метров в самом широком месте, тоннель длиной около 80 шагов, который выводил к предмостной площадке перед мостом. Лекурб оставил перед мостом отряд пехоты с пушкой, а за мостом — два батальона под командой полковника Дома. Попытка силами батальона пройти через проход была отбита французами ружейным и пушечным огнём. Понимая, что атаковать предмостные позиции французов в лоб нет никакой возможности, Суворов направил два отряда в обход. Внизу по долине Рёйса шли две сотни егерей (позже 13-й егерский полк) под командованием майора Федора Тревогина и батальон полковника Свищова. А вверху по тропам пробирались три сотни солдат полка Мансурова (Орловского пехотного полка) под командованием полковника Иосифа Трубникова.
Неожиданное появление Трубникова сверху на оборонявшихся перед мостом французов, заставило их отступать к мосту, опасаясь оказаться в окружении. Это позволило наступавшим через туннель русским частям, ударив в штыки, вырваться на предмостную площадку. Французы сбросили пушку в ущелье Рёйса и сами стали спасаться как могли, многие утонули в реке, другие были перебиты.
Полковник Дома, командовавший французами, отдал приказ о взрыве моста, но подорвать удалось не среднюю (самую длинную) часть 20-метрового моста, а небольшой участок возле опоры на правом берегу. Русские солдаты разобрали стоявший неподалёку сарай и, обстреливаемые французами с противоположной стороны, восстановили переправу.
Когда над французскими позициями на левом берегу внезапно появились солдаты полковника Свищова и майора Тревогина, отправленные в обход по левому берегу, противник поспешно отступил, преследуемый русскими солдатами.
Бой за Чёртов мост, начавшийся ранним утром, закончился к полудню, а уже в четыре часа дня по мосту, на котором временный настил к тому времени заменили на более прочный, начали переправляться основные силы армии. Дорога к Альтдорфу и к Швицу, где планировалось соединение с корпусом генерал-лейтенанта Римского-Корсакова, была открыта. 

## В культуре
- Чёртов мост. Роман Марка Алданова.